# Sankt Ibs Kirke
 For alternative betydninger, se Sankt Ibs Kirke (flertydig). (Se også artikler, som begynder med Sankt Ibs Kirke)
Sankt Ibs Kirke ligger i Ibsker Sogn i Bornholms Regionskommune.
Kirken er romansk og opført i slutningen af 1100-tallet. Våbenhuset mod syd er noget yngre og den nordre tværarm er fra 1867. En del af kirkens ældre inventar er bevaret.
Altertavlen er malet af C W Eckersberg og hans elever i 1846.
Kirkens tårn har gennem mange år været brugt som oplagsrum.
Renæssanceprædikestolens keramikfelter med de fire evangelister er udført af Lisbeth Gertrud Munch Petersen i 1964. Den store keramiske dekoration på væggen er lavet af Gerd Hiorth Petersen.
En del af handlingen i Hans Henrik Møllers roman Burgundia foregår i Ibs Kirke. Det har øget antallet af besøgende.

## Billeder
- Anden vinkel
- Tårn

## Eksterne kilder og henvisninger
- Sankt Ibs Kirke hos Bornholmerguiden
- Sankt Ibs Kirke hos KortTilKirken.dk
- Sankt Ibs Kirke hos danmarkskirker.natmus.dk (Danmarks Kirker, Nationalmuseet)